# 萊西切里冰川

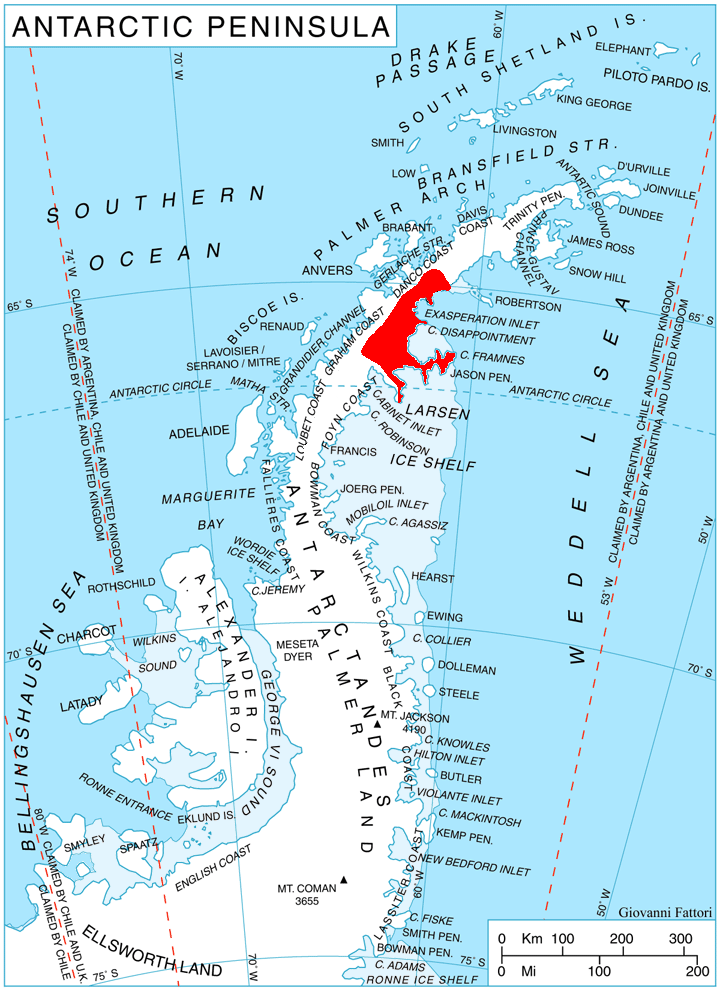

萊西切里冰川（英語：Lesicheri Glacier）是南極洲的冰川，位於葛拉漢地的奧斯卡二世海岸，長7公里、寬3公里，處於明祖哈爾冰川以西和埃爾登冰川東北面，現時由南極條約體系管理。